# Tommy Edman
Thomas Hyunsu Edman (Pontiac, 9 maggio 1995) è un giocatore di baseball statunitense di origini sudcoreane, interbase per i Los Angeles Dodgers della Major League Baseball. Rappresenta la nazionale sudcoreana nelle competizioni internazionali.

## Carriera

### Inizi e Minor League (MiLB)
Edman è nato a Pontiac nello stato del Michigan, da padre statunitense e madre sudcoreana. La madre, Maureen Kwak, emigrò negli Stati Uniti da bambina. Edman frequentò la scuola superiore "La Jolla Country Day School" a La Jolla, quartiere di San Diego in California, dove il padre, John Edman Jr, si trasferì per insegnare ed allenare la squadra di baseball dell'istituto. Ottenuto il diploma si iscrisse alla Stanford University di Palo Alto. Entrò nel baseball professionistico quando venne selezionato nel sesto turno del draft MLB 2016, dai St. Louis Cardinals. Venne assegnato nello stesso anno nella classe A-breve, dove giocò per l'intera stagione. Iniziò la stagione 2017 nella classe A, ottenendo il 27 maggio, la promozione nella A-avanzata e il 22 giugno, la promozione nella Doppia-A. Il 11 agosto 2018 venne promosso nella Tripla-A, classe in cui iniziò la stagione 2019.

### Major League (MLB)
Edman debuttò nella MLB il 8 giugno 2019, al Wrigley Field di Chicago contro i Chicago Cubs. Schierato come sostituto battitore nella parte alta del nono inning, venne eliminato per strikeout nell'unica sua apparizione in battuta della partita. L'11 giugno contro i Marlins, venne nuovamente schierato come sostituto battitore, questa volta nell'ottavo inning, subendo un'altra eliminazione. Giocò inoltre nel nono inning in difesa, come seconda base. Il 14 giugno contro i Mets, nella sua prima partita da giocatore titolare, Edman realizzò come sua prima valida, un doppio e segnò i primi due punti. Il 20 giugno contro i Marlins, colpì il suo primo fuoricampo, un home run da due punti. Completò la sua prima partita da titolare, il 26 giugno contro gli Athletics. Il 18 luglio, batté un grande slam contro i Reds. Al termine della stagione regolare, prese parte al post stagione, colpendo tre doppi e un triplo su sei valide complessive, e tre RBI.
Durante la stagione ricoprì principalmente il ruolo di terza e seconda base, giocando inoltre in alcune occasioni come esterno. Concluse la stagione regolare con 92 partite disputate nella MLB e 49 nella Tripla-A.
Nella breve stagione 2020, Edman giocò 55 delle 58 partite, disputate nella stagione regolare dai Cardinals. In questa stagione giocò principalmente in terza base e come esterno, disputando anche alcune partite come interbase e seconda base.
Il 29 agosto 2021 venne nominato giocatore della settimana della National League. Durante la stagione regolare apparve in 159 partite, ricoprendo il ruolo di seconda base e minor misura di esterno destro.

## Palmares
- Guanto d'oro: 1

2021
- Giocatore della settimana: 1

NL: 29 agosto 2021